# Nuno Assis
Nuno Assis Lopes de Almeida, é um jogador de futebol (centro campista) português nascido a 25 de Novembro de 1977 na Lousã. 
Ficou famoso através das suas performances no Vitória de Guimarães que lhe valeram a convocatória a Selecção Nacional de Futebol e uma transferência em Janeiro de 2005 para o SL Benfica.
Campeão 2004/2005
Assis foi um jogador bastante utilizado por Giovanni Trapattoni em 2004/05 quando o SL Benfica se sagrou campeão nacional 11 anos depois, tendo inclusivamente marcado por duas vezes na sua estreia a titular no campeonato pelos encarnados,precisamente contra a sua anterior equipa. A turma da Luz venceu por 2-1.
Em Agosto de 2008 após ter sido dispensado pelo SL Benfica rumou ao Vitória de Guimarães juntamente com outro dispensado das águias Luís Filipe. O contrato de Assis previa a duração de 3 anos.
Em julho de 2010 foi vendido ao Ittihad FC pelo Vitória de Guimarães por 800 mil €.
Mas em Agosto de 2011 voltou a assinar contrato de duas épocas pelo Vitória de Guimarães.
Em 2012, acertou com o AC Omonia.

“«Quando vim era para ficar um ano e fiquei mais três. Esperava uma coisa e foi o oposto. Foi fantástico».”

— Nuno Assis, sobre a permanência em Chipre nas últimas quatro épocas.